# David Norman
David B. Norman (20 giugno 1952) è un paleontologo britannico.
È anche il Direttore del Museo di Sedgwick, Università di Cambridge. Ha scritto molti libri, come The Illustrated Encyclopaedia of Dinosaurs (L'Enciclopedia Illustrata dei Dinosauri) e The Big Book of Dinosaurs (Il Grande Libro dei Dinosauri).
Inoltre insegna geologia all'Università di Christ, sempre a Cambridge e possiede molto interesse per il rugby, in quanto è anche arbitro delle varie squadre universitarie di Cambridge.